# Convenio del Consejo de Europa para la protección de los niños contra la explotación y el abuso sexual
El Convenio del Consejo de Europa para la protección de los niños contra la explotación y el abuso sexual es un tratado multilateral del Consejo de Europa mediante el cual los estados acuerdan criminalizar ciertas formas de abuso sexual contra los niños. Es el primer tratado internacional que se ocupa del abuso sexual infantil que ocurre en la familia o el hogar.

## Contenido
Los estados que ratificaron el Convenio acordaron criminalizar la actividad sexual con niños menores de la edad de consentimiento sexual, sin importar el contexto en el cual ocurre dicho comportamiento; además el Convenio establece la criminalización de la prostitución y pornografía infantil. El Convenio indica diversas medidas para prevenir la explotación y abuso sexual de los niños, incluidos: el entrenar y educar a los niños, vigilar a los transgesores, y evaluar y entrenar a las personas que son empleadas o son voluntarias para trabajar con niños.

## Firma y entrada en vigencia
El Convenio fue firmado el 25 de octubre de 2007 en Lanzarote, España. Todos los Estados miembros del Consejo de Europa han firmado la Convención. El último estado en firmar fue la República Checa en julio de 2014. Entró en vigor el 1 de julio de 2010 luego de que fuera ratificado por cinco países.